# Список церквей в Юго-Восточной Англии, сохранённых Фондом сохранения церквей

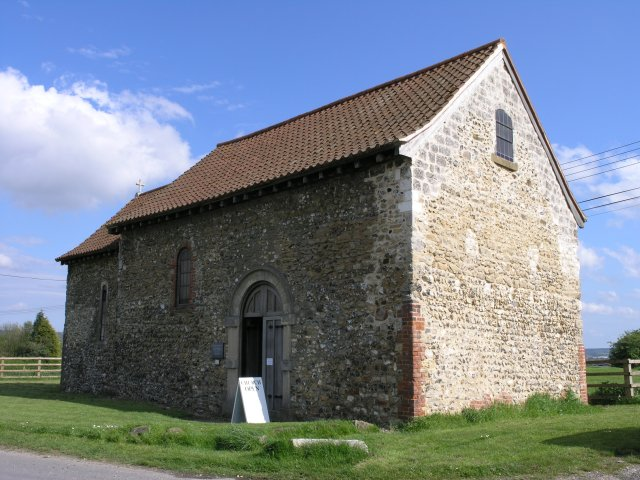
Церковь св. Бенедикта в Пэддлсуорте

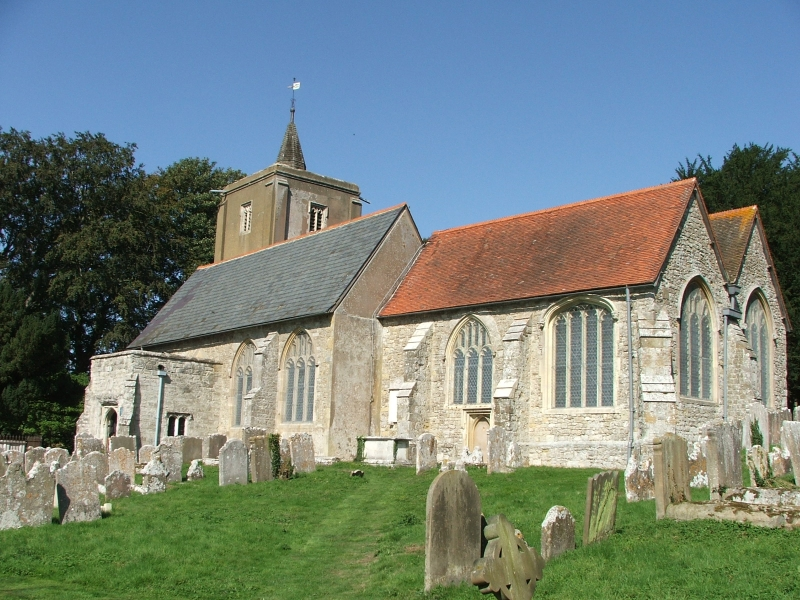
Церковь св. Михаила в Восточном Пекхеме

Фонд сохранения церквей (первоначально Фонд излишних церквей) — благотворительная организация для сохранения и защиты находящихся под угрозой исчезновения церковных зданий, которые более не используются Церковью Англии для богослужения. Фонд основан в 1968 году.
В Юго-Восточной Англии Фонд сохраняет 56 церквей в Оксфордшире, Бакингемшире, Большом Лондоне, Беркшире, Гэмпшире, Суррее, Кенте, Западном Суссексе и Восточном Суссексе. Диапазон дат постройки простирается от англосаксонской эпохи (церковь Всех Святых в Западном Стаурмауте) до 1876-78 годов (церковь Святой Троицы в Приветте). Все они являются реестровыми памятниками архитектуры Англии, главным образом, I и II* классов.

## Классификация
| Класс | Критерий                                                                                                |
| ----- | --- |
| I     | Здание представляет исключительный интерес, иногда рассматривается как памятник международного значения |
| II*   | Важное здание, представляющее особый интерес                                                            |
| II    | Здание общегосударственного значения, представляющее особый интерес                                     |

## Список церквей
| Название и место                              | Графство и координаты                            | Фотоснимок | Датировка             | Примечания | Класс |
| --------------------------------------------- | ------------------------------------------------ | ---------- | --------------------- | --- | ----- |
| св. Ботольфа в Ботольфе                       | Западный Суссекс 50°52′20″ с. ш. 0°18′22″ з. д.  |            | англосаксонская эпоха | Неф и алтарная часть — англосаксонские, южный портал XVII века, северный боковой неф построен около 1250 года и снесён в первой половине XIX века. Вокруг алтарной арки видны следы средневековых росписей. | I     |
| Всех Святых в Западном Стаурмауте             | Кент 51°19′13″ с. ш. 1°14′11″ в. д.              |            | англосаксонская эпоха | Старейшие части церкви — англосаксонской эпохи, в XII веке она была перестроена, а после землетрясения 1382 года отстроена заново. Окна — XIV и XV веков, викторианская реставрация прощла в 1845 году. Церковь закрыта в 1979-м, основание заалтарного образа сохраняется до сих пор. | I     |
| Старая церковь Петра и Павла (Олбери)         | Суррей 51°13′12″ с. ш. 0°28′44″ з. д.            |            | XI в.                 | Неф может быть датирован и англосаксонской эпохой, а в основании башни имеется кладка, выполненная до нормандского завоевания. Неф удлинили в XII веке, алтарная часть и южный трансепт построены в XIII-м, южный боковой неф — в XIV-м. В XIX веке церковь относилась к поместью Олбери-парк, владелец которого банкир Генри Друммонд заменил шпиль на башне куполом и заказал Пьюджину превратить южный трансепт в усыпальницу . | I     |
| св. Томаса в Восточном Шеффорде               | Беркшир 51°28′11″ с. ш. 1°26′21″ з. д.           |            | XI в.                 | Среди сохранившихся романских элементов церкви — северное окно, купель и писцина. Под памятником из белого камня в 1447 году упокоился сэр Томас Феттиплейс с женой леди Беатриче, которая принадлежала к королевской семье Португалии. Над алтарной аркой — росписи XII века и священные тексты. Церковь не используется с 1870 года, когда приход переместился в новый храм неподалёку. | I     |
| св. Марии в Хайэме                            | Кент 51°26′27″ с. ш. 0°28′06″ в. д.              |            | XI в.                 | Церковь построена из кремнистой породы, переслоенной тонкими каменными плитами, отчего стены её полосаты. Южный боковой неф XIV века почти равновелик главному и пристроен, возможно, близлежащим женским монастырём. В интерьере церкви — романская купель и XV века алтарная преграда. | I     |
| Всех Святых в Малом Сомборне                  | Гэмпшир 51°05′31″ с. ш. 1°27′21″ з. д.           |            | XI в.                 | Церковь простая в плане и состоит из нефа и алтарной части под общей крышей, содержит англосаксонской эпохи пилястры и романский полуциркульный портал. При ней похоронен пионер авиации Томас Сопвич. | II*   |
| Девы Марии в Северном Стоке                   | Западный Суссекс 50°53′15″ с. ш. 0°33′05″ з. д.  |            | XI в.                 | Что церковь издревле была посвящена Деве Марии, выяснили только в 2007 году два археолога-любителя. Церковь в плане крестообразная, с двумя трансептами, и имеет окна в шести различных архитектурных стилях. Старейший предмет интерьера — купель XIII века. | I     |
| св. Марии в Сэндвиче                          | Кент 51°16′38″ с. ш. 1°20′19″ в. д.              |            | XI в.                 | Церковь неоднократно подвергалась разрушению: французами в 1217 и 1457 годах и землетрясением в 1578-м, в 1667 году рухнула центральная башня, которую восстановили, а в XIX веке викторианскую реставрацию произвёл Джозеф Кларк. После закрытия церковь стала культурным центром. | I     |
| Всех Святых в Ширбёрне                        | Оксфордшир 51°39′28″ с. ш. 0°59′41″ з. д.        |            | XI-XII вв.            | Церковь стоит с южной стороны Ширбёрнского замка — резиденции графов Макклсфилдов, которых хоронят в северной капелле. Сильную викторианскую реставрацию в 1876 произвёл Томас Генри Уайетт. | II    |
| св. Марии в Эшли                              | Гэмпшир 51°04′34″ с. ш. 1°27′07″ з. д.           |            | 1-я пол. XII в.       | Алтарь пристроен позже в XII веке, нынешние окна — XV—XVI вв, в XIX веке церковь подвергалась викторианской реставрации дважды. Купель — романская, в откосе окна нарисован святой. | II*   |
| св. Бенедикта в Пэдлсуорте                    | Кент 51°20′00″ с. ш. 0°25′01″ в. д.              |            | 1-я пол. XII в.       | Церковь очень простая, но стоит на Дороге паломников — очень древнем пути, который в Средние века использовался винчестерцами для поклонения Томасу Бекету. Молитва в здании прекратилась в 1678 году, и на протяжении следующих 250 лет оно использовалось для секулярных надобностей, в том числе на ферме. В XIX веке постреона галерея, а в XX-м прошли две реставрации. | II*   |
| св. Марии в Бёрхеме                           | Кент 51°19′53″ с. ш. 0°27′45″ в. д.              |            | XII в.                | Церковь также стоит на Дороге паломников, но её приход — ныне опустевшая деревня, а северный и южный боковые нефы были снесены. В церкви две романские купели. | I     |
| св. Марии в капел-ле-Ферне                    | Кент 51°06′54″ с. ш. 1°13′25″ в. д.              |            | XII в.                | Церковь стоит уединённо. Каменная алтарная арка и трёпролётная аркада в ней — XIV века, над нею — завершённый полуциркульно проём для большого распятия, что больше в Англии не встречается. Имеется памятник генералу сэру Ч. У. Д. Стэйвли (†1896). | I     |
| св. Маргариты в Кэтморе                       | Беркшир 51°31′07″ с. ш. 1°20′50″ з. д.           |            | XII в.                | Два портала и купель — романские, крыша нефа — 1607 года, в ходе викторианской реставрации добавлены неороманские элементы, более декоративные, чем подлинные | I     |
| Часовня Ламли                                 | Большой Лондон 51°21′38″ с. ш. 0°12′58″ з. д.    |            | XII в.                | Эта погребальная часовня баронов Ламли из поместья Нонсач является остатком алтарной части древней церкви и является старейшим зданием в боро Саттон. | II*   |
| св. Петра в оковах в Колморе                  | Гэмпшир 51°04′19″ с. ш. 0°59′37″ з. д.           |            | XII в.                | Церковь была крестообразной в плане, но в 1669 году прихожане, решив, что в ней слишком темно, выпросили у епископа разрешение снести южный трансепт. В оставшемся трансепте есть портал в западной стене и окно в северной, оба XII века, a в восточной стене — окно XI века. Купель XII века из пурбекского мрамора и деревянная алтарная преграда XVI века . | II*   |
| св. Михаила в Вост. Пекеме                    | Кент 51°14′40″ с. ш. 0°22′45″ в. д.              |            | XII в.                | Церковь достроена до нынешних размеров около 1300 года и претерпела викторианскую реставрацию под руководством Джозефа Кларка. Одно окно в ней романское, остальные — в перпендикулярном стиле, обновлённые в XIX веке. | II*   |
| св. Марии во Флит-Марстоне                    | Бакингемшир 51°50′13″ с. ш. 0°52′11″ з. д.       |            | XII в.                | Церковь стоит уединённо посреди полей. В ней в 1725 году служил Джон Уэсли. Викторианскую реставрацию в 1868 году произвёл Джордж Гилберт Скотт. Купель — романская . | II*   |
| Девы Марии во Фордвиче                        | Кент 51°17′45″ с. ш. 1°07′38″ в. д.              |            | XII в.                | Церковь нормандской эпохи включает некоторое количество англосаксонского материала. Сохранились закрытые скамьи и специальное место для церемониального жезла мэра города. Фордвичский камень, датируемый около 1100 года, считается частью гробницы святого. | I     |
| св. Варфоломея в Гуднестоне                   | Кент 51°19′00″ с. ш. 0°55′56″ в. д.              |            | XII в.                | Церковь построена из кремнистой породы, простая в плане, состоит из нефа, алтарной части и северного крыльца, которое воссоздано в 1837 году после сотрясения почвы. Витражи в восточном окне выполнил «отец викторианского витража» Томас Уиллемент. | I     |
| св. Марии в Ладденхеме                        | Кент 51°19′57″ с. ш. 0°51′31″ в. д.              |            | XII в.                | Церковь располагается на ферме, построена из кремня и римского кирпича Западный портал — романский, украшен зигзагообразным орнаментом. В интерьере примечательна крышка гроба XIII века с вырезанным сердцем в руках. | I     |
| Иоанна Крестителя в Монжуэлле                 | Оксфордшир 51°35′10″ с. ш. 1°07′24″ з. д.        |            | XII в.                | Церковь частично руинирована — алтарь и западная башня целы, неф стоит без крыши. Она расположена к северу от поместья Монжуэлл-парк поблизости от Риджуэйской дороги. Здание было перстроено в неоготическом стиле во второй половине XVIII века для Шу́та Баррингтона, англиканского епископа и хозяина поместья. | II    |
| св. Марии в Ньюнхем-Маррене                   | Оксфордшир 51°35′31″ с. ш. 1°07′13″ з. д.        |            | XII в.                | Церковь стоит в конце сельской дороги над Темзой. Портал и алтарная часть её романские. В ходе викторианской реставрации в 1849 году интерьер был вычищен, остались кафедра и стол времён Якова I. | II*   |
| старая церковь Девы Марии в Престон-Кандовере | Гэмпшир 51°10′07″ с. ш. 1°08′17″ з. д.           |            | XII в.                | От церкви осталась только алтарная часть. Она была отстроена после пожара в 1681 году, увеличена в 1831-м, но к 1885 году здание так обветшало, что практически всё было снесено, а новая приходская церковь выстроена ближе к центру деревни. | II*   |
| Марии Магдалины в Тортингтоне                 | Западный Суссекс 50°50′09″ с. ш. 0°34′37″ з. д.  |            | XII в.                | Портал и алтарная часть — романские, украшенные резьбой. Купель XII века, витражи — мастерской Кемпа. | II    |
| Всех Святых в Уолдершере                      | Кент 51°11′15″ с. ш. 1°17′09″ в. д.              |            | XII в.                | В 1697-м и около 1712 года к церкви пристроены погребальные капеллы, здание подвергнуто викторианской реставрации в 1886 году, в результате чего практически отстроено заново Юэном Кристианом. Памятники в усыпальницах весьма изысканны, росписи выполнили в 1886 году Clayton and Bell. Рядом с церковью проходит Нортдаунский пеший маршрут. | II*   |
| Иоанна Крестителя в Элдоне                    | Гэмпшир 51°02′54″ с. ш. 1°28′54″ з. д.           |            | 2-я пол. XII в.       | Несмотря на ремонтв XVIII веке, столетие спустя оно было в столь скверном состоянии, что использовалось под коровник. После передачи Фонду здание реставрировали. Вокруг него расположены 9 знаков, указывающих, где епископ кропил здание святой водой при освящении, каждый знак представляет из себя круг с пятью отверстиями, в которые были вставлены металлические кресты. | II*   |
| Старая церковь св. Андрея в Кингсбери         | Большой Лондон 51°34′05″ с. ш. 0°15′42″ з. д.    |            | XII—XIII вв.          | К концу XVIII века здание сильно обветшало, в 1840 году прошла викторианская реставрация, после которой здание стало часовней для тех прихожан, которым далеко до главной церкви. В 1933 году ряжом воздвигнута новая церковь св. Андрея, переехавшая из Марилебона Здание в настоящее время находится в 20-летней аренде у румынской православной церкви. | I     |
| св. Эгидия в Мерстоне                         | Западный Суссекс 50°48′58″ с. ш. 0°43′58″ з. д.  |            | 1-я пол. XIII в.      | Церковь очень маленькая и не разделена на алтарь и неф, с северной стороны пристроен узенький боковой неф, а с южной стороны — крыльцо. На западном щипце высокой двускатной крыши располагается звонница. | I     |
| Томаса Бекета в Кейпеле                       | Кент 51°10′35″ с. ш. 0°20′28″ в. д.              |            | XIII в.               | Башня частично заново отстроена после пожара в 1639 году. В 1967 году открыты росписи на библейские сюжеты, предположительно XIII века. Считается, что млм в церкви, или под тисом близ церкви совершал службу Томас Бекет. | I     |
| Часовня святого Вильфрида (Чёрч-Нортон)       | Западный Суссекс 50°45′18″ с. ш. 0°45′55″ з. д.  |            | XIII в.               | Ныне существует только алтарная часть церкви XIII века, неф которой был разобран и использован в 1865 году для строительства новой церкви большего размера и ближе к центру деревни. В здании находится большой памятник 1537 года со святым Георгием и мученичеством святой Агнесы. Витражи современные. | I     |
| св. Иакова в Кулинге                          | Кент 51°27′19″ с. ш. 0°31′35″ в. д.              |            | XIII в.               | Здание завершено около 1400 года, при викторианской реставрации добавлено вестри и заново выстроено крыльцо. Интерьер вестри оформлени символом св. Иакова — ракушками. | I     |
| св. Марии в Эдлесборо                         | Бакингемшир 51°51′42″ с. ш. 0°35′34″ з. д.       |            | XIII в.               | Церковь с известняковой башней являются местным ориентиром, потому что стоит на возвышенности. Реставрировалась после пожара в 1828 году, в интерьере сохраняется полная средневековая резная алтарная преграда, мизерикордии и кафедра с отражательной доской. Росписи — XIX века. | I     |
| св. Николая во Фрифолке                       | Гэмпшир 51°14′05″ с. ш. 1°18′12″ з. д.           |            | XIII в.               | Церковь состит из единственного прямоугольного объёма, увенчанного звонницей под пирамидальной крышей. Стены частично оштукатурены и подпёрты кирпичными контрфорсами, окна — в перпендикулярном стиле. Внутри — большой памятник времён короля Якова I, два памятника с гербами, королевский герб 1701 года и купель викторианской эпохи. | I     |
| св. Марии в Хартли-Уинтни                     | Гэмпшир 51°17′48″ с. ш. 0°54′01″ з. д.           |            | XIII в.               | Церковь из нефа и алтаря построена женским монастырём Уинтни, а кирпичные трансепты и башня добавлены в середине XIX века. После постройки нового здания церковь стала погребальной часовней. В интерьере — остатки росписей XIII века, в том числе изображение св. Христофора. | II*   |
| св. Марии в Питстоне                          | Бакингемшир 51°49′30″ с. ш. 0°38′03″ з. д.       |            | XIII в.               | Церковь построена из известняка и кремня, к трёхъярусной башне, завершённой зубчатым парапетом, пристроена лестница в башенке. Ось алтаря повёрнута к северу. В интерьере внимания заслуживают чаша для святой воды, отверстия для обзора алтаря, писцина под навесом, украшенным краббами, купель XII века и шестиугольная кафедра XVII века с отражательной доской. | I     |
| св. Петра в Престоне                          | Восточный Суссекс 50°50′32″ с. ш. 0°08′58″ з. д. |            | XIII в.               | Церковь стоит на усадьбе Престон в Брайтоне. Викторианская реставрация нефа прошла в 1872 году под руководством Джеймса Вудмена, тогда же притсроено вестри. Алтарь реставрировал в 1878 году Юэн Кристиан, который отделал стены трафаретным орнаментом. Неф отреставрирован П. М. Джонстоном после пожара в 1906 году, в котором были повреждены росписи XIV века. Сохранились фрагменты, например, мученичества Томаса Бекета и рождения Христа. | II*   |
| св. Петра в Сэндвиче                          | Кент 51°16′30″ с. ш. 1°20′25″ в. д.              |            | XIII в.               | В 1560 году церковь перешла к голландским протестантам. В 1661 году башня рухнула, обрушив и южный боковой неф, башню восстановили, увенчав куполом, а неф нет, и южная аркада была заложена. В 1860-х годах западная часть церкви восстанавливалась после повреждения штормом. Сводчатый подвал под алтарной частью, вероятно, использовался в качестве оссуария. | I     |
| св. Петра в Свингфилде                        | Кент 51°08′47″ с. ш. 1°11′28″ в. д.              |            | XIII в.               | Церковь имела тесные связи с орденом госпитальеров. К башне XIII века пристроена лестница выше самой башни, остальное здание — XIV века и в 1870 году подверглось викторианской реставрации. Витражи частью XX века. | I     |
| Гроба Господня в Уормингхёрсте                | Западный Суссекс 50°56′25″ с. ш. 0°24′41″ з. д.  |            | XIII в.               | Церковь построена из песчаника, в плане простая: состоит из алтаря и нефа в одном объёме, в северной капелле помещается вестри, на западной стороне звонница со шпилем. При ремонте в XVIII веке между алтарём и нефом воздвигнута деревянная преграда из трёх арок, увенчанных гербом королевы Анны. Большинство элементов интерьере того же времени. | I     |
| св. Варфоломея в Нижнем Бэзилдоне             | Беркшир 51°30′33″ с. ш. 1°07′12″ з. д.           |            | 2-я пол. XIII в.      | Башня выстроена в 1734 году, при викторианской реставрации в 1875-76 годах добавлено крыльцо и северный боковой неф. Один из памятников — авторства скульптора Джона Флаксмана. В этой церкви был крещён и похоронен Джетро Талл. | I     |
| св. Лаврентия в Брофтоне                      | Бакингемшир 52°03′08″ с. ш. 0°41′52″ з. д.       |            | XIV в.                | Церковь известна росписями, датированными около 1400 года, которые три века провели под слоем штукатурки и были открыты при викторианской реставрации в 1849 году и отреставрированы в 1930-х. На них изображены святой Георгий с драконом, святая Елена и святой Элигий, Страшный суд и Пьета. Витражи Гиббса и Кемпа. | I     |
| Архангела Михаила и всех ангелов в Торнтоне   | Бакингемшир 52°01′10″ с. ш. 0°54′19″ з. д.       |            | XIV в.                | Церковь состоит из главного нефа с боковыми, алтарная часть и северная капелла снесены между 1780 и 1800 годами. В боковых нефах — закрытые скамьи, в том числе большая для местного землевладельца, в главном нефе мебели нет, но находятся памятники, среди которых реконструированный древний саркофаг, который в XIX веке был взят из церкви для декорации грота. | I     |
| св. Климента в Ноултоне                       | Кент 51°14′02″ с. ш. 1°16′01″ в. д.              |            | XIV-XV вв.            | Изначально — частная часовня поместья Ноултон-корт, затем стала приходской церковью. В ней похоронены члены семей владельцев Ноултон-корта, а также морской офицер сэр Джон Нарборо (†1688), прославивишийся в англо-голландских войнах. Его сыновьям Джону и Джеймсу, которые погибли в в кораблекрушении у островов Силли в 1707 году, установлен памятник работы скульптора Гринлинга Гиббонса. | I     |
| св. Георгия в Эшере                           | Суррей 51°22′09″ с. ш. 0°21′52″ з. д.            |            | 1540                  | Церковь построена в тюдоровском стиле, в 1725 году к ней с южной стороны пристроена «Скамья Ньюкаслов» — закрытая скамья для герцога Ньюкасла по проекту сэра Джона Ванбру с коринфской колоннадой и фронтоном. Также в церкви находится трёхъярусная кафедра со звукоотражательной доской | I     |
| Мавзолей Чандосов                             | Большой Лондон 51°36′30″ с. ш. 0°17′22″ з. д.    |            | 1735                  | Усыпальница пристроена в 1735 году к северной стороне церкви святого Лаврентия в Малом Стэнморе для 1-го герцога Чандос Джеймса Бриджеса по проекту Джеймса Гиббса. Церковь — действующая, а мавзолей передан Фонду. | I     |
| св. Марии в Хартуэлле                         | Бакингемшир 51°48′19″ с. ш. 0°50′55″ з. д.       |            | 1753-55               | Церковь в поместье Хартуэлл-хаус — ранний образец архитектуры готического возрождения. План её восьмиугольный, с башнями на восточной и западной оконечностях. К Фонду церковь перешла в руинированном состоянии без крыши, после чего была произведена реставрация, в том числе воссоздание крыши из вестморлендского шиферного сланца по изначальному проекту. | II*   |
| св. Екатерины в Чизелхэмптоне                 | Оксфордшир 51°41′19″ с. ш. 1°08′41″ з. д.        |            | 1762                  | Церковь выстроена в георгианском стиле с известняковыми украшениями и отделана штукатуркой. На западном фасаде — двухъярусная башенка, в нижней части которой находятся часы, а верхняя открыта на все 4 стороны. Кафедра XVII века, остальная мебель — XVIII-го. В 1950-е годы церкви угрожал снос, но Джон Бетчеман посвятил ей стихотворение, чем сделал её известной и спас. | II*   |
| св. Петра в Уоллингфорде                      | Оксфордшир 51°36′03″ с. ш. 1°07′18″ з. д.        |            | 1763                  | Шпиль по проекту Роберта Тейлора добавлен в 1776-77 годах, алтарь выстроен в 1904-м. Неф и башня, таким образом, неоклассические, алтарь — неоготический. В настоящее время в церкви проходят регулярные концерты камерной музыки. | II*   |
| Старая церковь Всех Святых (Ньюнхэм-Куртене)  | Оксфордшир 51°40′50″ с. ш. 1°13′06″ з. д.        |            | 1764                  | Церковь в поместье Ньюнэм-хаус взамен более старой спроектировал её владелец Саймон Харкур, 1-й граф с помощью архитектора Джеймса Стюарта. Здание неоклассической архитектуры вдохновлено одним из языческих храмов Пальмиры, его северный фасад оформлен шестиколонным портиком ионического ордера, карнизом с зубчиками и фронтоном. Восточный и западный фасады завершены полукуполами, на барабане под основным куполом на 4 стороны смотрят 4 Диоклетиановых окна.                                                                                      | II*   |
| Иоанна Евангелиста в Чичестере                | Западный Суссекс 50°50′07″ с. ш. 0°46′29″ з. д.  |            | 1812-13               | Церковь не была приходской, построена на пожертвования евангелистов в георгианском стиле, в плане имеет вытянутый восьмиугольник, внутри опоясана галереей, на восточной стороне которой стоит орган. На галерее были закрытые скамьи для богатых, а внизу — простые для бедных. С восточной стороны посередине стоит трехъярусная круглая кафедра на спирально декорированном столбе. | I     |
| св. Андрея в Хове                             | Восточный Суссекс 50°49′25″ с. ш. 0°09′25″ з. д. |            | 1827-28               | Это первая церковь, выстроенная в Англии в стиле неоитальянского ренессанса (по мотивам архитектуры XVI века), проект выполнил Чарльз Бэрри. В 1882 году его сын Эдвард Мидлтон Бэрри пристроил алтарную часть, следующий этап строительства пришёлся на 1925 год, когда добавлены, в том числе, балдахин над алтарём и купель. Над западным фасадом господствует часовая башня, средокрестие перекрыто куполом, который изнутри выкрашен в голубой цвет. Церковь построена над криптой. В XIX веке использовалась аристократами и членами королевской семьи. | I     |
| св. Марии в Лэмбурн-Вудлендсе                 | Беркшир 51°28′23″ с. ш. 1°31′15″ з. д.           |            | 1852                  | Архитектором был ученик Огастеса Чарльза Пьюджина Томас Толбот Бэри, который выполнил проект в стиле неоготики. Западная оконечность увенчана восьмиугольным шпилем. Заалтарный образ изваял скульптор Джон Бэкон, сын первого приходского священника церкви. | II    |
| Кингсдаунская церковь                         | Кент 51°17′39″ с. ш. 0°45′36″ в. д.              |            | 1865                  | Церковь святой Екатерины — единственная англиканская церковь полностью спроектированная Эдвардом Уэлби Пьюджином, и она сохранилась в первозданном виде. Над главным порталом в нише — статуя святой Екатерины, над входом в вестри — обращение Савла. Интерьер, мебель и витражи также спроектированы Пьюджином, витражи выполнены в мастерской Hardman & Co.. | II    |
| св. Марии в Итчен-Стоке                       | Гэмпшир 51°05′18″ с. ш. 1°12′11″ з. д.           |            | 1866                  | Проект церкви выполнил Генри Конибер, брат которого был её ректором. Здание решено в стиле французской готики по образцу Сент-Шапель. По боковым сторонам имеется четыре группы по три высоких ланцетных окна, а на западном фасаде — роза. Интерьер украшен богато: потолок расписан, пол выложен плиткой, купель инкрустирована различными сортами мрамора, в окнах — яркие витражи. | II*   |
| св. Троицы в Приветте                         | Гэмпшир 51°02′17″ с. ш. 1°02′10″ з. д.           |            | 1876-78               | Церковь сооружена на средства производителя джина Уильяма Николсона архитектором Артуром Бломфилдом и сохранилась в первозданном виде. Стиль сооружения — неоготика, имитирующая раннюю английскую готику. Квадратная башня увенчана восьмиугольным шпилем, с люкарнами, в интерьере использован медового цвета Хэмский камень и полосы Батского камня, пол вымощем мраморной мозаикой | II*   |